# Élevage caprin

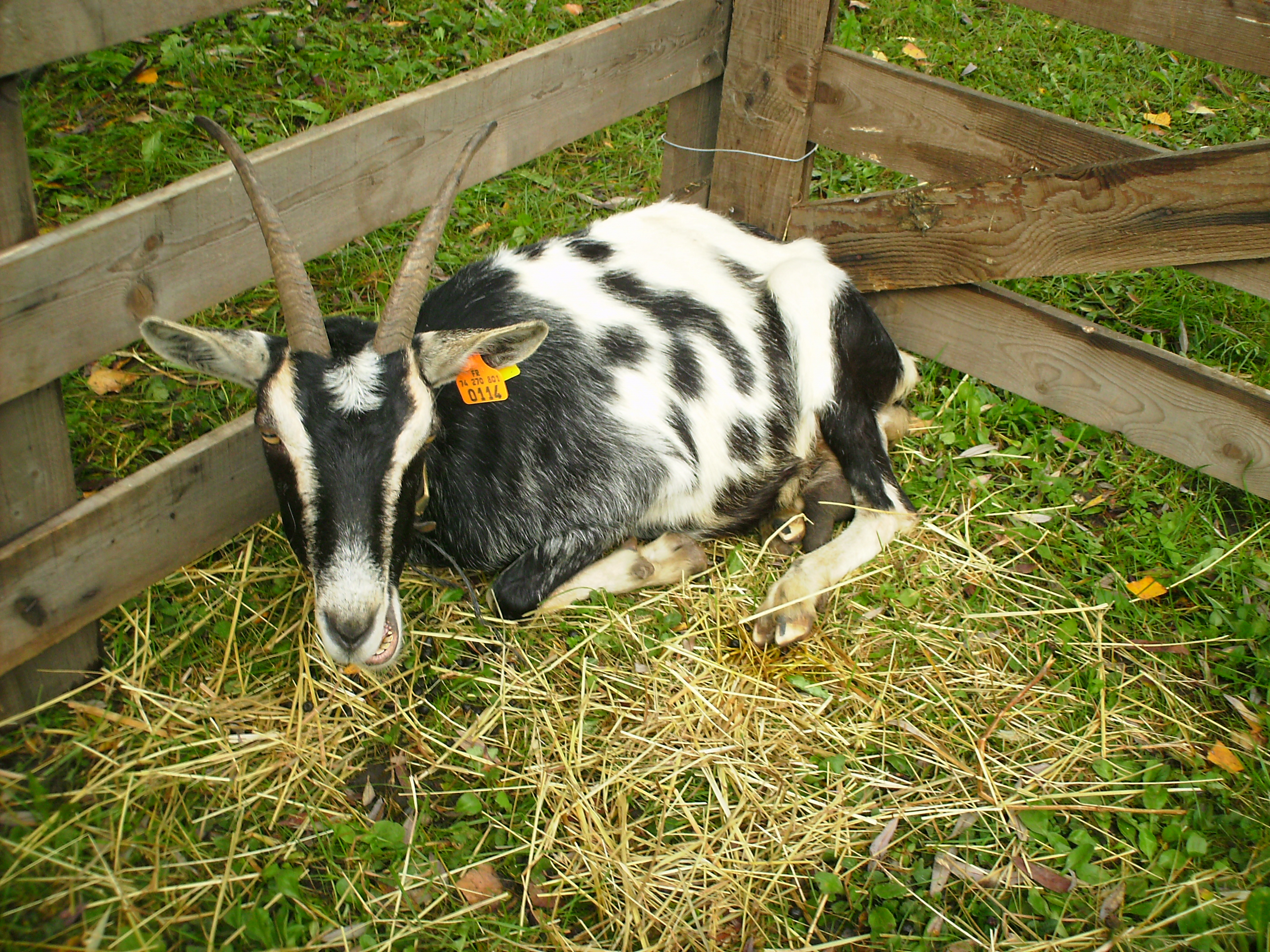
Chèvre alpine polychrome.

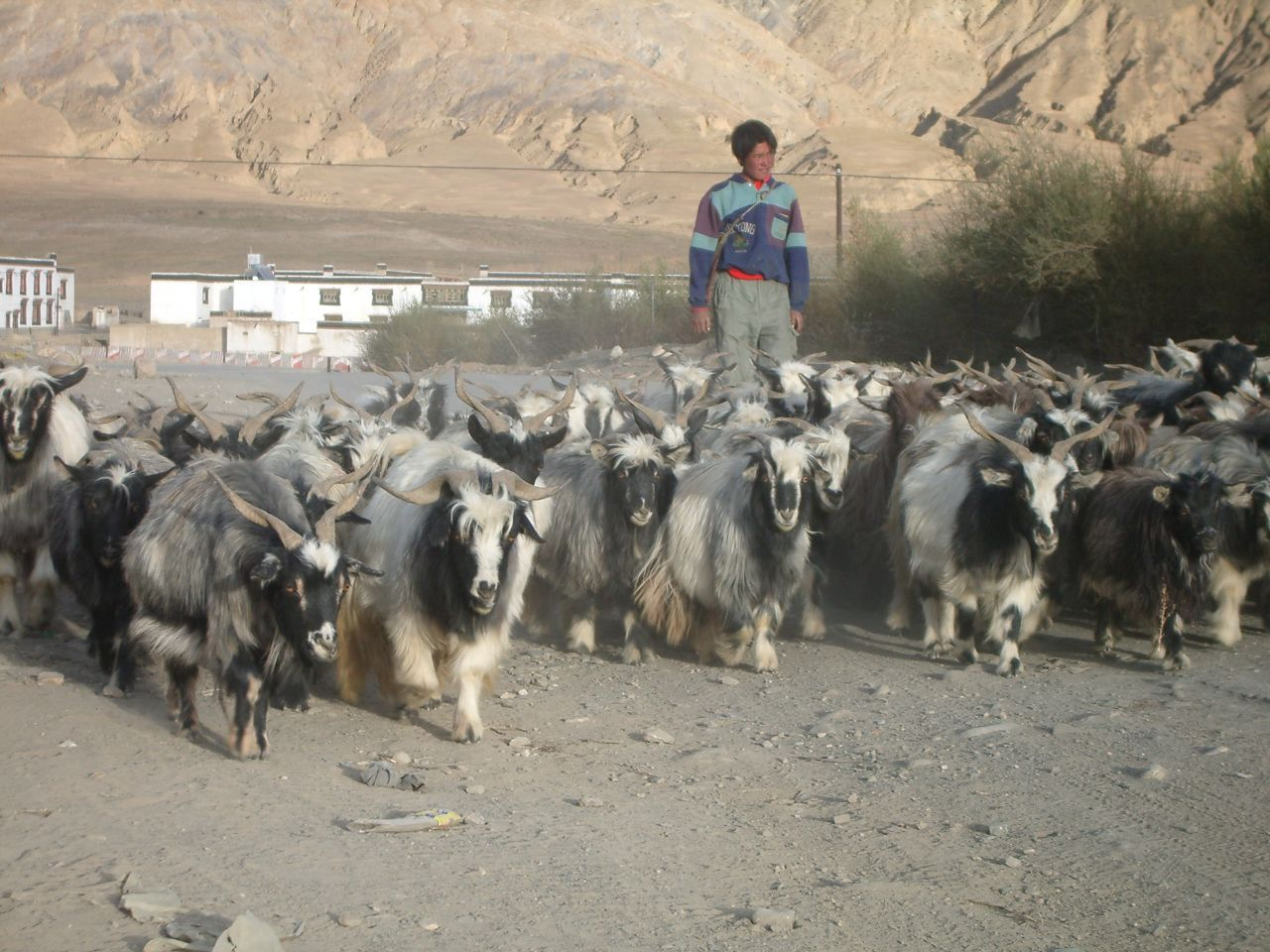
Troupeau de chèvres tibétaines.

 (avril 2023).
Si vous disposez d'ouvrages ou d'articles de référence ou si vous connaissez des sites web de qualité traitant du thème abordé ici, merci de compléter l'article en donnant les références utiles à sa vérifiabilité et en les liant à la section « Notes et références ».
L'élevage caprin ou élevage des chèvres est l'ensemble des opérations visant à reproduire des animaux de l'espèce de chèvres domestiques Capra aegagrus hircus, au profit de l'activité humaine.

## Historique

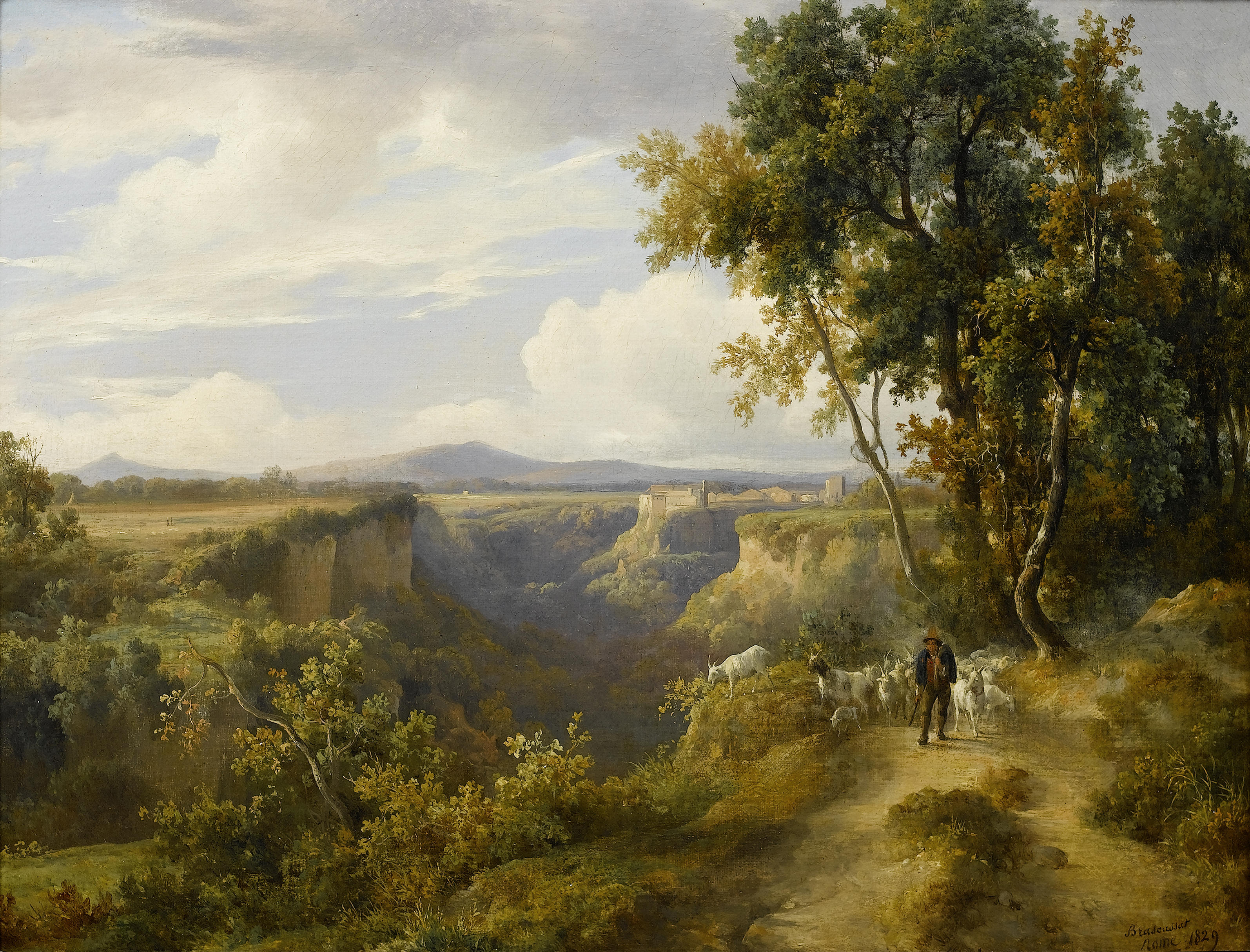
Un chevrier et son troupeau dans un paysage italien, par Jacques Raymond Brascassat.

Les chèvres semblent avoir été d'abord domestiquées il y a environ 10 000 ans dans les Monts Zagros en Iran. Les tribus anciennes ont commencé à les élever pour avoir facilement sous la main du lait, des poils, de la viande et des peaux. Les chèvres domestiques étaient généralement gardées dans des troupeaux qui se déplaçaient sur les collines ou sur d'autres domaines de pâturage analogues. Les chevriers qui les soignaient étaient souvent des enfants ou des adolescents, pareils à l'image que nous nous faisons du berger. Ces méthodes pour les garder se rencontrent encore aujourd'hui.
Historiquement, la peau de chèvre était utilisée pour le transport de l'eau et du vin. Elle servait aussi à produire le parchemin, qui était le support le plus employé pour écrire en Europe jusqu'à l'invention de l'imprimerie.

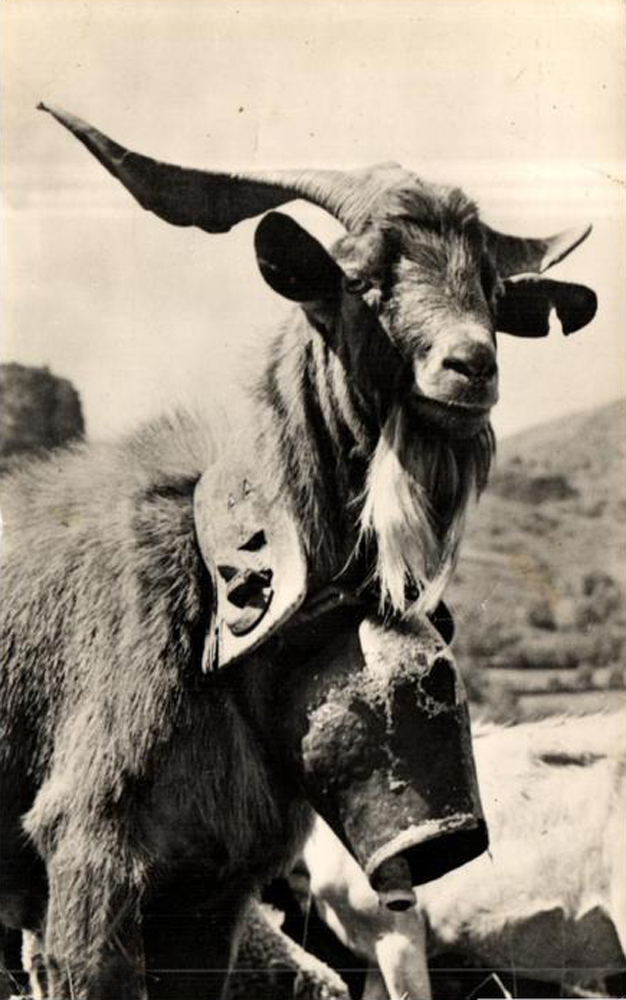
Bouc du Rove en Provence.

La chèvre a longtemps été une aide visuelle dans la littérature et les histoires symboliques et mythologiques. Elle a une signification diverse : gentillesse dans une tradition et sensualité dans des autres. Les deux sexes de la chèvre symbolisent la fertilité, la vitalité et l'énergie incessante. Le mâle (bouc) est l'épitomé de la virilité et l'énergie créatrice, alors que la femelle (chèvre) caractérise la puissance et l'abondance féminines et génératives. Symboliquement, la chèvre peut être échangée avec la gazelle ou l'antilope. La chèvre sauvage du vieux testament et le Bouquetin du savoir arabe.
La chèvre a été probablement, après le chien, l'animal domestiqué le plus tôt. Les chèvres broutant ou au repos, ou étant traites par une bergère, sont les sujets fréquents pour des scènes idylliques, représentant l'état paradisiaque ; comme telles elles apparaissent sur les sarcophages païens et chrétiens.

## Survol
C'est un élevage traditionnellement extensif qui utilise les territoires où bovins et ovins ne sont pas rentables. Il ne s'est intensifié que récemment (après la Seconde Guerre mondiale) avec la naissance de collecte de lait au profit de laiteries privées ou coopératives.
C'est un élevage qui a son berceau dans le bassin méditerranéen et qui reste marginal dès qu'on s'en éloigne. Le processus d'élevage a conduit à la domestication et à l'émergence de races spécialisées.

## Principales races
Chiffres pour la France, année 2006
- Alpine : 890 000 têtes[1]
- Saanen : 600 000 têtes[2]
- Angora : 10 000 têtes[3]
- Corse : 25 000 têtes[4]
- Rove : 5 000 têtes[5]
- Poitevine

## Élevage

### Production
La production vise à fournir :

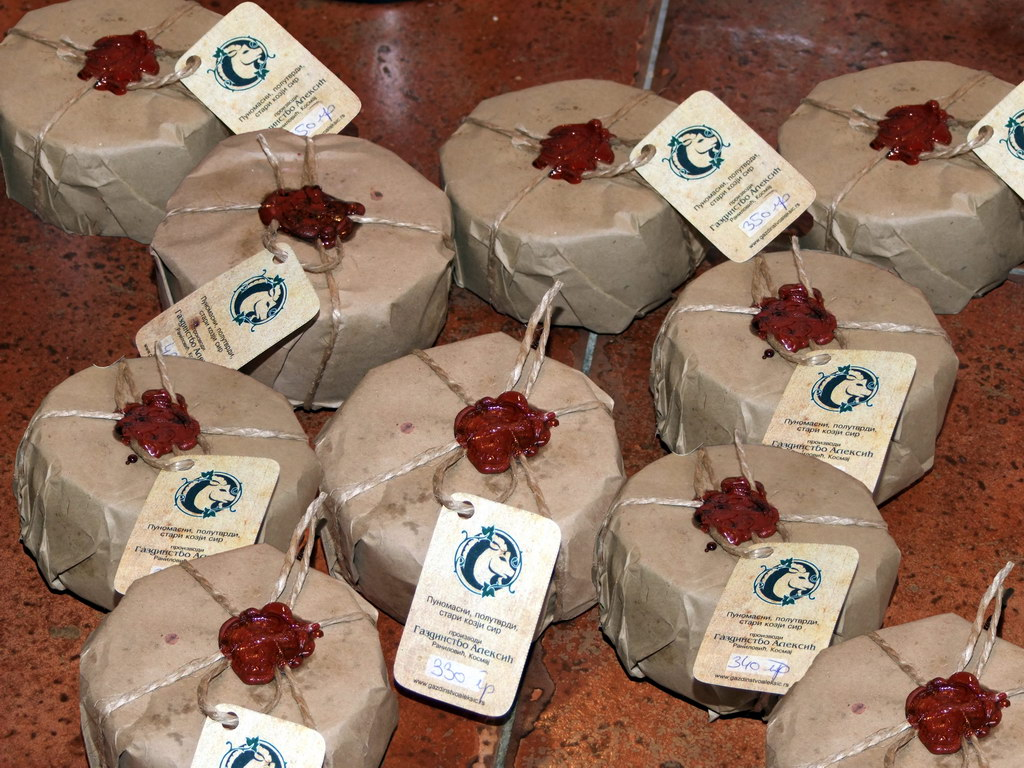
Fromage de chèvre serbe.

- Lait : il est très majoritairement transformé en fromage, mais sa consommation en frais reste important dans l'ouest Asie ou en Afrique du Nord. En Europe, il existe un petit marché de lait UHT. La liste des fromages au lait de chèvre permet de mesurer la diversité des productions.
- Viande : elle est traditionnellement importante dans l'ouest Asie ou en Afrique du Nord. En Occident, elle est devenue marginale. La viande de cabri est prisée à Pâques dans les régions de production de fromage de chèvre, et une petite tradition de viande de chèvre adulte fumée persiste dans le massif alpin. Cette viande est aussi consommée de manière importante aux Antilles ou dans les îles du Pacifique où le marronnage a été important avec l'arrivée des Européens. (Race kiko en Nouvelle-Zélande)
- Cuir : il est travaillé et utilisé dans les régions du sud et de l'est du bassin méditerranéen.
- Poil : il est tiré de deux races sélectionnées sur la douceur de leur poil : l'angora venue de Turquie et la cachemire venue du Cachemire. Le tissu qui en est issu porte le nom de mohair.

### Qualité de l'animal

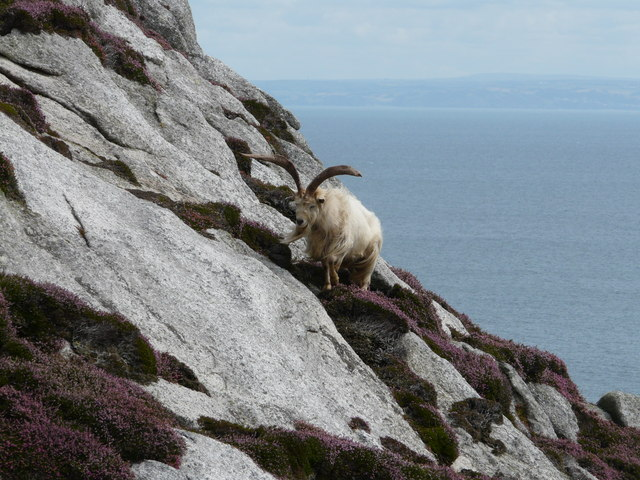
Chèvre sur éboulis de granit près de Gannet's Bay.

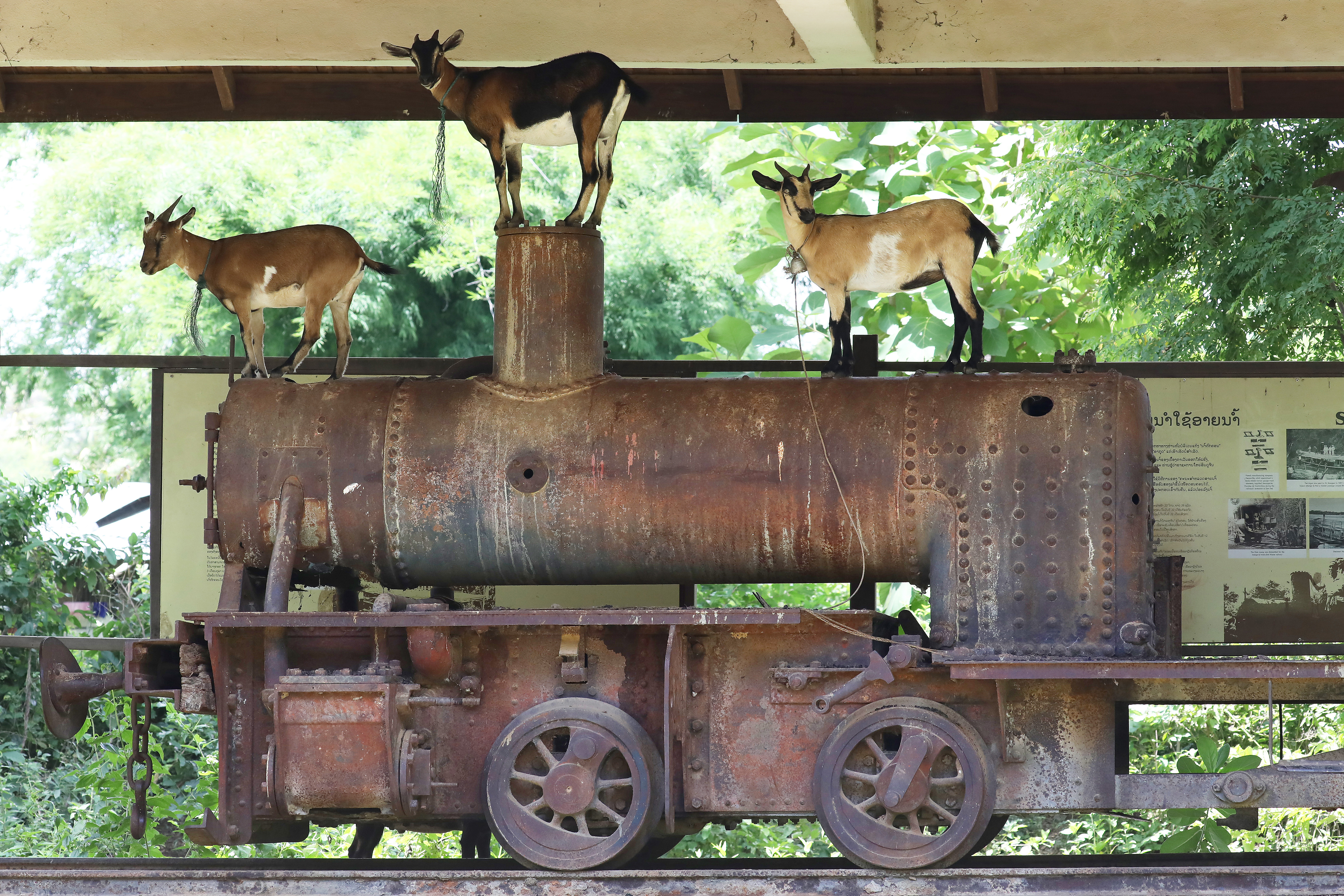
Chèvres d'élevage laissées en liberté, comme il est courant au Laos.

La chèvre est un animal très efficace : 
- elle s'adapte à toutes les topographies grâce à sa légèreté et son pied sûr.
- elle résiste au froid des nuits d'alpage et à la chaleur des garrigues provençales en été.
- elle est une transformatrice efficace de l'herbe en lait :

une vache Prim'Holstein de 700 kg produit de l'ordre de 8 600 litres par an, soit 12,3 litres de lait par kg et par an ;
une chèvre alpine de 60 kg produit de l'ordre de 850 litres par an, soit 14,1 litres de lait par kg et par an.
- elle absorbe toutes sortes de végétaux, défriche et exploite des terrains pauvres.

Ses qualités en font un animal recommandé dans les pays en voie de développement, à condition de maîtriser sa population (risque de désertification par pâturage intensif).[réf. souhaitée]